# Руссо, Гастон
Гастон Руссо (фр. Gaston Rousseau; 15 июля 1925, Biéville-en-Auge, Кальвадос — 8 апреля 2019, Сен-Вигор-ле-Гран) — французский шоссейный велогонщик, выступавший на профессиональном уровне в 1947—1952 годах. Участник нескольких крупных гонок на шоссе своего времени, в том числе «Тур де Франс» 1947 года.

## Биография
Гастон Руссо родился 14 июля 1925 года в коммуне Бьевиль-Кетьевиль департамента Кальвадос, Франция.
Наивысшего успеха в шоссейном велоспорте добился в сезоне 1947 года, когда присоединился к французской команде La Perle-Hutchinson и начал выступать на профессиональном уровне. Так, в этом сезоне одержал победу в многодневной гонке «Тур де ля Манш», стал вторым на «Гран-при департамента Нор», третьим в гонках Polymultipliée, Circuit grandcopais, Chanteloup-les-Vignes. Также в этом году в первый и единственный раз в карьере принял участие в супермногодневке «Тур де Франс» — работал на своего капитана Жана Робика, ставшего в итоге победителем, тогда как сам занял в генеральной классификации 50-е место.
Впоследствии Руссо оставался действующим профессиональным велогонщиком вплоть до 1952 года, представляя команды Royal-Fabric и La Perle-Hutchinson, хотя сколько-нибудь значимых результатов больше не показывал.
После завершения спортивной карьеры проявил себя как спортивный функционер и политик регионального уровня.
Умер 8 апреля 2019 года в коммуне Сен-Вигор-ле-Гран в возрасте 93 лет.